# Кучкаров Анвар Марасулович
Анва́р Марасу́лович Кучка́ров (16 грудня 1916, кишлак Беш-Арик Туркестанського генерал-губернаторства, тепер Зангіатинського району Ташкентської області, Узбекистан — 22 грудня 1996, місто Ташкент, Узбекистан) — радянський узбецький діяч, дипломат, заступник голови Ради міністрів Узбецької РСР. Депутат Верховної ради Узбецької РСР 3—5-го та 7—8-го скликань. На XI, XII, XVII та XVIII з'їздах Комуністичної партії Узбекистану обирався членом Центрального комітету КП Узбекистану, на XV з'їзді Комуністичної партії Узбекистану обраний членом Ревізійної комісії КП Узбекистану.

## Життєпис
Народився в родині селянина-бідняка.
У 1928 році закінчив семирічну школу та вступив до Ташкентського сільськогосподарського технікуму. Після закінчення 3-го курсу (у зв'язку з переїздом технікуму до міста Самарканда) вступив до Ташкентського педагогічного училища імені Леніна, яке закінчив у 1937 році. У роки навчання в педагогічному училищі обирався в 1935—1937 роках головою профкому училища.
У 1937—1940 роках — звільнений секретар комітету комсомолу в Ташкентському педагогічному училищі імені Леніна. Неодноразово обирався членом пленуму та бюро Сталінського районного комітету ЛКСМ Узбекистану міста Ташкента.
Одночасно з 1937 до 1941 року працював викладачем Ташкентського педагогічного училища імені Леніна.
У 1938 році вступив на денне відділення історичного факультету Ташкентського державного педагогічного інституту та закінчив його 1 липня 1941 року.
Член ВКП(б) з 1940 року.
У 1940—1941 роках — секретар первинної партійної організації в Ташкентському педагогічному училищі імені Леніна.
З грудня 1941 до липня 1942 року працював інструктором організаційного відділу Ташкентського міського комітету КП(б) Узбекистану.
2 вересня 1942 — 1943 року — секретар ЦК КП(б) Узбекистану.
У 1942—1944 роках — слухач Вищої партійної школи при ЦК ВКП(б) у Москві. Після закінчення ВПШ продовжив навчання на дипломатичних курсах, створених при ВПШ при ЦК ВКП(б). Рішенням ЦК ВКП(б) та наказом по Наркомату закордонних справ СРСР від 2 вересня 1944 року був відряджений на роботу до Наркомату закордонних справ Узбецької РСР.
З жовтня 1944 до 15 жовтня 1945 працював старшим референтом-помічником Наркомату закордонних справ Узбецької РСР.
У жовтні 1945 року відряджений на роботу до Афганістану як аташе Посольства СРСР у дипломатичному ранзі 3-го секретаря, де працював до лютого 1947 року. Після закінчення терміну закордонного відрядження направлений на роботу в Міністерство закордонних справ Узбецької РСР.
З березня до грудня 1947 року працював відповідальним референтом та в.о. завідувача протокольно-консульського відділу Міністерства закордонних справ Узбецької РСР.
У грудні 1947 — жовтні 1950 року — секретар з пропаганди та агітації Бухарського обласного комітету КП(б) Узбекистану.
У жовтні 1950 — листопаді 1951 року — завідувач відділу пропаганди та агітації ЦК КП(б) Узбекистану.
У листопаді 1951 — квітні 1953 року — заступник голови Ради міністрів та міністр закордонних справ Узбецької РСР.
У квітні 1953 — листопаді 1957 року — міністр культури Узбецької РСР.
Одночасно в 1955 році обраний членом виконкому та до 1961 року був віцепрезидентом Товариства дружби «СРСР-Цейлон».
У листопаді 1957 — липні 1961 року — секретар Бухарського обласного комітету КП Узбекистану.
2 липня 1961 — 19 лютого 1966 року — надзвичайний та повноважний посол СРСР у Того.
10 серпня 1963 — 4 травня 1966 року — надзвичайний та повноважний посол СРСР у Дагомеї (Беніні) (за сумісництвом).
3 травня 1966 — 15 січня 1970 року — міністр освіти Узбецької РСР.
16 січня 1970 — 15 червня 1973 року — міністр культури Узбецької РСР.
15 червня 1973 — 31 грудня 1980 року — заступник міністра закордонних справ Узбецької РСР. З 1973 до 1981 року був членом Президії Узбецького Товариства дружби і культурних зв'язків із зарубіжними країнами.
З січня 1981 року — головний радник Міністерства закордонних справ Узбецької РСР.
Потім — персональний пенсіонер у Ташкенті.
Помер 22 грудня 1996 року в Ташкенті.

## Родина
Дружина — Хатіра Абідівна Кучкарова.
Діти — сини Тахір (нар. 1946), Захірджан (нар. 1957), дочка Насіба (у шлюбі Ібрагімова), вчителька математики.

## Нагороди
- орден Жовтневої Революції (9.09.1971)
- орден Трудового Червоного Прапора (16.01.1950)
- орден «Знак Пошани» (11.01.1957)
- медаль «За доблесну працю у Великій Вітчизняній війні 1941—1945 рр.» (8.05.1946)
- медаль «За трудову доблесть» (30.08.1960)
- медаль «За доблесну працю. В ознаменування 100-річчя з дня народження Володимира Ілліча Леніна» (8.04.1970)
- Ювілейна медаль «Тридцять років Перемоги у Великій Вітчизняній війні 1941—1945 рр.» (25.04.1975)
- Ювілейна медаль «Сорок років Перемоги у Великій Вітчизняній війні 1941—1945 рр.» (1985)
- Значок «25 років Перемоги у Великій Вітчизняній війні 1941—1945 рр.».
- Почесні грамоти Президії Верховної Ради Узбецької РСР (9.01.1959, 16.12.1966)
- Ювілейні почесні грамоти ЦК Компартії Узбекистану, Президії Верховної Ради Узбецької РСР та Ради Міністрів республіки (1974, 1984)
- Почесна грамота ЦК ВЛКСМ у зв'язку із 50-річчям ВЛКСМ
- Почесні грамоти ЦК ЛКСМ Узбекистану (у зв'язку із 50-, 60- та 70-річчям від дня народження)
- Заслужений працівник культури Узбецької РСР (.12.1976)
- Відмінник народної освіти Узбецької РСР
- Відмінник народної освіти Казахської РСР
- Надзвичайний та повноважний посол (1961)